# Arkadi Ghukasyan
Arkady Ghukasyan (Stepanakert, 22 giugno 1957) è un politico karabakho.

## Biografia
È stato il terzo presidente della repubblica del Nagorno Karabakh, eletto una prima volta l'8 settembre 1999 e riconfermato nel mandato nel 2002 fino alle successive elezioni presidenziali tenutesi il 19 luglio 2007.
Laureatosi in lingue nel 1979 alla Università Statale di Yerevan, ha incominciato la sua carriera lavorativa come giornalista, corrispondente del giornale "Soviet Karabagh" di cui divenne vice direttore nel 1981.
Nel 1991 Ghukasyan venne eletto al primo parlamento della neonata repubblica e dal settembre 1992 ricoprì il ruolo di consigliere politico del presidente della Commissione Difesa. Nel corso del suo mandato guidò la delegazione della repubblica del Nagorno Karabakh durante i negoziati Osce con l'Azerbaigian.
Dal 1993 è stato membro del Consiglio di sicurezza nazionale e il 23 luglio 1993 divenne il primo ministro degli Affari Esteri della repubblica.
Nel 2000 è sopravvissuto ad un attentato organizzato da Samvel Babayan, già ministro della Difesa e da lui precedentemente destituito. Babayan, considerato l'organizzatore del fatto, è stato condannato a quattordici anni di prigione. Nelle elezioni parlamentari del 2000 l'Unione Democratica dell'Artsakh di Ghukasyan ottenne 13 seggi.
Divorziato una volta, si è poi risposato. É insignito del titolo di Eroe dell'Artsakh, la più alta onorificenza della repubblica.
A seguito dell’offensiva azera nel Nagorno Karabakh del 2023, viene catturato dagli azeri agli inizi del mese di ottobre unitamente ad altre autorità della repubblica dell’Artsakh e imprigionato in un centro di detenzione preventiva a Baku.